# G insulare
G insulare () è una forma alternativa della lettera g che assomiglia alla z tagliata, usata nelle isole britanniche. Caratteristica della scrittura insulare, a sua volta derivata dalla semionciale, fu usata inizialmente in Irlanda, passando quindi nell'antico inglese e dando luogo nel medio inglese alla lettera yogh; il medio inglese ha ripreso la g carolingia dal continente, usando le due forme della g come lettere distinte.
La g minuscola insulare è stata usata nella linguistica irlandese come carattere fonetico per la fricativa velare sonora, IPA /ɣ/, e per questo motivo è stata codificata nel blocco di estensioni fonetiche dell'Unicode del marzo 2005 come U+1D79: ᵹ.
La g insulare è anche usata nella scrittura gaelica tradizionale.